# Théo Hanssen
Pour les articles homonymes, voir Hanssen.
Théo Hanssen (de son nom de naissance Théodore-Gérard Hanssen), né le 10 août 1885 à Wonck (Belgique) et mort le 29 mai 1957 à Roanne (Loire, France), est un maître-verrier belge.

## Biographie
Son père, d'origine suédoise et commerçant ambulant, avait reçu la nationalité belge par le roi Léopold II, pour avoir participé activement aux événements qui amenèrent le roi au pouvoir et pour l'avoir aidé à consolider la monarchie belge.
Après avoir fait ses humanités à l'École Supérieure des Beaux-Arts Saint-Luc de Tournai, il fit ses études aux Beaux-Arts et compléta ensuite sa formation en fréquentant différentes académies d’art en France et en Belgique (Académie Julian, etc.) et en effectuant des voyages notamment en Italie et en Grèce. Il fut aussi très attentif aux différents mouvements artistiques et intellectuels européens comme le Bauhaus allemand et toutes ses répercussions.
Pendant la Première Guerre mondiale, il combattit d'abord dans l'armée belge puis comme engagé volontaire dans l’armée française sous l’uniforme belge. En 1915, il est blessé sur le front de l'Yser, il fut dans un premier temps évacué à Sainte-Adresse (où il fit la connaissance de sa future épouse) puis à Chartres où il passa une partie de sa convalescence. Ses nombreuses visites à la cathédrale de Chartres et la contemplation de ses vitraux confirmèrent son attirance vers l’activité de maître-verrier qu’il exerça ensuite toute sa vie.
En 1917, Théo Hanssen se marie à Paris avec Maria Ganter, infirmière militaire de la Croix-Rouge et fille du général Ganter. De ce mariage naîtront quatre enfants : Gérard Hanssen (1918-2001), Gabriel Hanssen (1921-2003), Colette Hanssen et Marie-Claire Hanssen. Nous devons d’ailleurs à ces derniers toujours parmi nous, la plupart de ces témoignages. Théo Hanssen était également grand-père de quatorze petits-enfants (familles Hanssen, Rothenbuhler et Jomain).
Après la Première Guerre mondiale, il fut professeur de dessin à l’École Saint-Nicolas-Buzenval et fréquenta les Beaux-Arts.

### Son travail sur vitrail
Théo Hanssen est considéré comme l'un des rénovateurs de techniques du vitrail notamment à l'instar de Louis Barillet et de Jacques Le Chevallier avec lesquels il travaille de 1920 à juin 1940 à Paris en qualité de collaborateur dans l'Atelier Barillet Le Chevallier Hanssen du 15 square de Vergennes dans le 15e arrondissement de Paris, réalisation de Mallet Stevens. En juin 1940, à l’arrivée des troupes allemandes vers Paris, Théo Hanssen, son épouse, deux de ses enfants et des amis partent à Eygurande en Corrèze. En 1941, il rejoint d'autres amis à Roanne et s'y installe, Théo Hanssen y eut pour élèves Pierre Étaix et Serge Dumoulin.
L'activité dominante de Théo Hanssen est celle du vitrail, à côté de la peinture à l’huile, de l’aquarelle, des émaux, du dessin de vêtements sacerdotaux, etc. Il compare l’art du vitrail à la poésie et au chant. Musicien lui-même, Théo Hanssen utilise fréquemment des termes liés à cet art, tels que « symphonie », « harmonie » ou « rythme ». Lors d’une interview en 1956, il déclarait : « Le vitrail, c’est de la poésie et c’est de la musique. On a parlé du cantique du vitrail, celui-ci est, en effet, comparable à un chant. Mais comme le chant, il est régi par des rythmes, par des lois d’harmonie, une discipline. ».
Pour lui, l’art du vitrail est un art de discipline soumis à des servitudes. Il se compose en fonction de l’architecture. Il détermine la forme du cadre à orner, la nature et la distribution du coloris en fonction de l’orientation de l’édifice et, en fin, l’écriture et le style du dessin selon la forme et l’emplacement des ouvertures.
Outre sa longue expérience, sa connaissance des différents types de verre s’explique par les relations qu’il entretient avec les verreries de Saint-Just et Saint-Rambert. Ce savoir-faire technique explique en partie le succès de Théo Hanssen et la fidélité des maîtres-verriers et des différents ateliers avec lesquels il travaille (les ateliers Thomas de Valence, Grüber, Chigot, Gouffault, etc.) non seulement il apporte son talent artistique pour la conception des verrières, mais en plus il est parfaitement à même de proposer des innovations techniques et de prendre en compte les contraintes du métier.
De son vivant, la réputation artistique de Théo Hanssen permit à de nombreux ateliers de maîtres verriers de réaliser des œuvres importantes et de qualité dans de nombreuses régions de France et à l’étranger. Il était un homme profondément croyant, qui pensait que « plus la foi sera grande et plus l’art tendra vers la Beauté, vers la Divinité » ou encore que « l’œuvre d’art est l’expression de l’état d’âme de l’artiste ».
Théo Hanssen est inhumé au cimetière de Saint-Nizier-sous-Charlieu.

## Principales réalisations
En France, Théodore-Gérard Hanssen a réalisé notamment les vitraux de :
- la basilique du Sacré-Cœur de Montmartre à Paris ;
- la basilique Notre-Dame-de-la-Trinité à Blois (en collaboration avec Louis Barillet et Jacques Le Chevallier, classés depuis 1996 aux monuments historiques[3]) ;
- l'église Notre-Dame-des-Otages à Paris (en collaboration avec Louis Barillet et Jacques Le Chevallier) ;
- l'église Saint-Martin de Martigny-Courpierre dans l'Aisne (en collaboration avec Louis Barillet et Jacques Le Chevallier, classés depuis 1997 aux monuments historiques[4]) ;
- l'église Notre-Dame-de-la-Paix, l'église du Marais et l'église Saint-François-Régis à Saint-Étienne (classés depuis 2008 aux monuments historiques[5]) ;
- l'église Sainte-Jeanne-d'Arc de Vénissieux (classés depuis 2006 aux monuments historiques[6]) ;
- l'église Saint-Jean-Baptiste de Bagnols-sur-Cèze (Le Pressoir Mystique, en collaboration avec Jean Balayn, église classée en totalité le 3 décembre 2013 aux monuments historiques) ;
- l'église Notre-Dame-de-la-Paix à Colmar ;
- l'église de Chalmazel ;
- l'église de Saint-Nizier-sous-Charlieu ;
- l'église Saint-Étienne à Roanne ;
- la chapelle de l'ancien séminaire de Meaux en Seine-et-Marne (en collaboration avec Louis Barillet et Jacques Le Chevallier, classés depuis 1998 aux monuments historiques[7]) .

À l’étranger, il a notamment réalisé les vitraux de :
- la basilique d'Echternach au Luxembourg ;
- la cathédrale Notre-Dame de Luxembourg ;
- l’église de Cradoch aux États-Unis ;
- l’église de Toronto au Canada ;
- l'église de Aïn Témouchent en Algérie (dont plusieurs vitraux se trouvent au musée de Charlieu) ;
- la cathédrale Saint-Dominique de Québec au Canada ;
- la cathédrale du Sacré-Cœur de Richmond en Virginie aux États-Unis.

Ces deux derniers chantiers furent apportés par l’atelier Chigot. Dans les deux cas, le plus gros souci de Francis Chigot fut de maintenir Théo Hanssen dans les limites d’un « moderne sage » afin de se conformer au goût d’outre-Atlantique, plus classique.